# Кунгово
Кунгово (рос. Кунгово) — присілок в Красногородському районі Псковської області Російської Федерації.
Населення становить 9 осіб. Входить до складу муніципального утворення Погранична волость .

## Історія
Від 2015 року входить до складу муніципального утворення Погранична волость .

## Населення
| 2001 | 2002 | 2010 |
| ---- | ---- | ---- |
| 15   | ↘9   | ↗10  |